# Jenner Armour
Jenner Armour, né le 15 novembre 1932 et mort le 25 juillet 2001, est un homme d'État dominiquais, président du Commonwealth de la Dominique par intérim de 1979 à 1980.

## Biographie
Il a obtenu une maîtrise en droit en 1959 à l' Université de Londres et a commencé à exercer en 1960. Il a été avocat pendant plus de 40 ans et a travaillé dans d'autres pays tels que Saint-Kitts-et-Nevis , Trinité-et-Tobago et Anguilla . Après une crise constitutionnelle et le départ du président Fred Degazon , il est devenu chef de l'Etat par intérim. Après la démission formelle de Degazon en février 1980, il a été confié à Aurelius Marie, nouvellement élu . Il a ensuite servi comme ministre dans le gouvernement d' Eugenia Charles.. En 1985, il est devenu vice-président du parlement. Il a été député et procureur général de la Dominique de 1990 à 1995. Jenner BM Armour est décédé le 25 juillet 2001 à l'âge de 68 ans.